# Митман, Бронислав
Бронислав Митман (пол. Bronisław Mitman; 13 мая 1901, Варшава — 11 ноября 1954, Лима) — польский и перуанский скрипач еврейского происхождения.
Сын кларнетиста и дирижёра Генрика Митмана (1866—1931). С 1911 г. учился у Станислава Барцевича в Варшавской консерватории, в 1918—1920 гг. совершенствовал своё мастерство в Берлине у Карла Флеша. Подростком выступал как солист с Варшавским филармоническим оркестром под управлением Здзислава Бирнбаума, в 1918 г. недолгое время был концертмейстером одного из варшавских театров. Затем вплоть работал в Германии, в 1922 г. некоторое время играл в составе фортепианного трио в одном из берлинских кафе с Григорием Пятигорским и своим братом Леопольдом Митманом (1904—1976), впоследствии работавшим в Нью-Йорке как пианист-аккомпаниатор. На рубеже 1920—1930-х гг. был концертмейстером оркестра Кёльнского радио.
В 1933—1938 гг. работал в СССР. Был концертмейстером оркестра Московской филармонии (при дирижёре Ойгене Сенкаре), затем возглавлял Государственный квартет Грузинской ССР (с альтистом Луарсабом Яшвили и виолончелистом Георгием Тактакишвили).
В 1938 г. эмигрировал в Южную Америку и по приглашению дирижёра Тео Бухвальда стал концертмейстером новосозданного Национального симфонического оркестра Перу. Преподавал также в Национальной консерватории Перу.